# Soulomès
Soulomès är en kommun i departementet Lot i regionen Occitanien i södra Frankrike. Kommunen ligger i kantonen Labastide-Murat som tillhör arrondissementet Gourdon. År 2022 hade Soulomès 133 invånare.

## Befolkningsutveckling
Antalet invånare i kommunen Soulomès
| Referens: INSEE |